# Moorenweis
Moorenweis – miejscowość i gmina w Niemczech, w kraju związkowym Bawaria, w rejencji Górna Bawaria, w regionie Monachium, w powiecie Fürstenfeldbruck. Leży około 15 km na południowy zachód od Fürstenfeldbruck.

## Demografia
Dane o ludności z 31 grudnia 2008:
| Opis                                | Ogółem | Ogółem | Kobiety | Kobiety | Mężczyźni | Mężczyźni |
| ----------------------------------- | ------ | ------ | ------- | ------- | --------- | --------- |
| Jednostka                           | osób   | %      | osób    | %       | osób      | %         |
| Populacja                           | 3796   | 100    | 1846    | 48,63   | 1950      | 51,37     |
| Wiek przedprodukcyjny (0–17 lat)    | 829    | 21,84  | 391     | 10,3    | 438       | 11,54     |
| Wiek produkcyjny (18–65 lat)        | 2417   | 63,67  | 1165    | 30,69   | 1252      | 32,98     |
| Wiek poprodukcyjny (powyżej 65 lat) | 550    | 14,49  | 290     | 7,64    | 260       | 6,85      |

## Polityka
Wójtem gminy jest Josef Schäffler z CSU, rada gminy składa się z 16 osób.
|      | CSU | SPD | BV | Gemeinschaft | Razem |
| 2008 | 7   | 2   | 5  | 2            | 16    |
| 2002 | 7   | 2   | 5  | 2            | 16    |